# Trương Thiên Ái
Trương Thiên Ái (tiếng Trung: 张天爱, tiếng Anh: Crystal Zhang Tian'ai, sinh ngày 28 tháng 10 năm 1988) là một nữ diễn viên kiêm người mẫu người Trung Quốc. Cô được khán giả biết đến qua vai diễn Trương Bồng Bồng trong bộ phim truyền hình Thái tử phi thăng chức ký, cũng như diễn xuất đột phá của cô trong Chuyến bay sinh tử.
Ngoài ra, cô còn là thành viên của nhóm nhạc dự án X-Sister sau khi tham gia thành công và đứng top 10 chung cuộc trong mùa 3 của chương trình Tỷ tỷ đạp gió rẽ sóng.